# 莊鵑瑛
莊鵑瑛（ジョン・ジェンイン、1985年 - ）は、台湾のミュージシャン。台湾のユニット棉花糖（コットンキャンディ）のボーカル。現在はユニット活動休止中でソロ活動中。所属芸能事務所はユニバーサルミュージック台湾。愛称は小球（シャオチョウ）。
小球は大学の歌唱コンテストに参加した際、審査員の沈聖哲に誘われ、2007年に棉花糖を結成しました。バンドの名前は小球の歌声が「わたあめ」のようにふわふわとしてるので、そこから名付けられました。棉花糖はストリートパフォーマンスから始め、ネットで「人生に一度は絶対ライブに行くべきバンド」と評されました。
バンド結成6周年目の2013年にバンド活動を休止する事を発表しましたが、小球は2014年にソロ活動を始め、2017年に映画「海角七号」で知られる魏徳聖監督の映画『52Hzのラヴソング』にヒロインとして出演、2018年にソロアルバムの2枚目「巴斯特耳朶」をリリースしました。